# Phoenix (sumikaの曲)
『Phoenix』は、sumikaの楽曲。デジタルシングルとして2023年10月1日にリリースされた。

## 概要
- 前作『Starting Over』から約4か月ぶりとなるリリース。
- 片岡の「10周年が終わったし新しいやり方で作曲やってみるか」という思い立ちをもって、日頃一緒にものづくりをしているデザイナー・写真家・スタイリストと共に渡仏、現地で作曲を行い、帰国後、メンバーは宮田“レフティ”リョウとともに編曲した[1]。
- 9月25日深夜24時放送の自身のレギュラーラジオ番組「SPARK」においてサプライズで解禁した。10月1日0時より配信リリース、18時よりLyric Videoを自身のYouTubeに公開[2][3]。10月2日18時よりPhoenix特設サイトをオープン。